# Рибне (Косівський район)
Ри́бне — село Косівського району Івано-Франківської області. Входить до складу Рожнівської сільської громади.

## Історія
Інформації та матеріалів, які б засвідчували виникнення села, дуже мало. Можна послуговуватись лише деякими архівними даними та розповідями старожилів села. Перша згадка про село Рибно датована у громадських і земських актах ІФОДА, том 14, ст. 85 від 31 серпня 1444 року. Заселення села почалось значно раніше. Шляхтич Міхал з Войникова своєю грамотою дарує село від імені воєводи Одровонзи своїм братам Андрію і Баниту з поселенням у 15 дворів.
З розповідей старожилів відомо, що поселенці села, які входили до грамоти, жили і мали свої «двори» не над Черемошом, а на полі, яке вони вже обрядили. Понад Черемошом жили поселенці-втікачі, які оселились в малодоступних місцях — лугах і користувалися тільки рибою та звіриною. Щоб приготувати їжу вони розпалювали ватри, а тому їх назвали Ватричами.
Отже, першими поселенцями Рибна були Ватричі, які з берега Черемша оселились неподалік річки на кусник родючого поля. Пізніше, приблизно в 1560 році, на своєму полі вони збудували каплицю — церкву. По розповідях старожилів — Максима Ватрича, Дмитра Олексика можна повірити, що каплицю побудували Ватричі для обряду померших, яких тут же коло каплиці хоронили і назвали місце поховання цвинтар.

### Походження назви
З даних архіву ІФОДА ст. 2 04.1/572 року аркуш 6 довідуємось: що Воєвода з Снятина з «поселення на Черемошом» від кожного двору збирав 4 мірки стригів — риби, 6 полін дров і 1 мірку меду. Це була найбільша данина.
Таким чином поселення дістало офіційну назву села Рибне від слова «риба», якої на той час дуже багато водилось в Черемоші та його багатьох притоках та «норах». Крім Черемошу та його приток поселенці виявили ще дві річки, які протікали через "степовий масив на заході поселення, або з заходу на схід. Пізніше одну з цих річок було названо «Вулиця». Друга, яка протікала посеред степу назви не дістала. З часом її русло було перегачено і поселенці стали називати «суходолом».
Характерно, що 15 ст. деякими селами володіла українська шляхта — переважно вихідці з колишньої дрібної боярської знаті, роди яких беруть свій початок з періоду Галицько-Волинського князівства (ХІІ-XIV ст.).
За даними реєстру 1578 р. Рибном заправляють магнати Боровські. Гуцули займалися розвитком тваринництва, особливо вівчарством, свинарством, здавали різні податки натурою і грішми. За даними люстрацій, у Рибній було «вісім осілих дворищ», — селяни жили за «дворищною системою». У кожному дворищі було по два господарства. Загальна сума феодальних податків становила 42 злоитх 12 грош. У Рибній — категорія сільської старшини — отаманів, які були на службі в панському дворі. За даними люстрацій 1563—1565 рр. в Рибній переважали натуральні повинності. Селяни давали «бджільну десятину» від 10 вуликів, «двадцятину» від свиней, «поволовщину» від рогатої худоби — «одну штуку» спочатку кожного сьомого. А потім птого року, а «стаційну яловицю» — за утримання королівських чи старостинських урядовців. Щороку в Рибній кожний селянин платив 2 злотих і одну фаску масла.
За одруження складалось «поємщина», або «поклонне»: якщо дівчина видавалось заміж у своєму селі, сплачували «до замку» 6 гривень, урядникові — рушник; якщо йшла в село «іншого пана» — 2 злотих, якщо видавалась за хлопця з Молдови, то він оплачував 1,5 гривні, а вдівець — ще більше, оскільки вони вивозили накопичене майно. За розлучення. Які в люстрації називали «розпустою», платити 3 злотих. Податки з сиріт називались «по головизною».
В люстрації Снятниського староства відзначено, що в Рибній зобов'язаний кожний селянин доставити на будову Снятинського двора по два дерева.
Як свідчать архівні дані, приблизно на 1600 рік в поселенні Рибне було 42 двори і займали вони на той час велику територію, земельних угідь на яких випасали коней та нішу худобу.
Поселенці інтенсивно займались рибальством, скотарством, землеробством та полюванням. Скотарство займало основу роль в поселенців.
Попри те, що поселенці займали велику територію, археологічні розкопки 1948 р. засвідчують, що жили вони бідно, одягались скупо, хоча мали достатньо землі, пасовищ і їжі. Це все свідчить про те, що в поселенні на той час ще не було ремісників.
І тому (згідно з архівними даними ІФОДА т. 14 ст. 85, книга — Акти громадські і земські) поселенці жили в колибах-халупах, збудованих з круглого дерева, покритих очеретом, соломою. А окремі були покриті коленими пластинами — драницями. Майже в кожному житлі поселенці підтримували вогонь-ватру, яка горіла серед житла-колиби на каменях.
У кого з поселенців ватра пригасала, загасала, їх зневажали як нерозумних. В житлах поселенці спали на постелях, застелених хвоєю з соломою. Носили одяг, виготовлений з овечих шкір, взуття носили з волових шкір, яке називали постолами від слова «пусте» (ненадійне), тобто холодне для зими.

## Населення

### Мова
Розподіл населення за рідною мовою за даними перепису 2001 року:
| Мова       | Кількість | Відсоток |
| ---------- | --------- | -------- |
| українська | 1215      | 99.67%   |
| російська  | 4         | 0.335    |
| Усього     | 1219      | 100%     |

## Промисел
В 1620 році татарська навала майже не позначилася на кількості населення «в селах за Прутом» (тобто на Гуцульщині). В Рибній на той час проживало 39 селян. На млин у Рибній сплачували «орендне» — 25 злотих. Засвідчено і розвиток свинарства — свиней для відгодівлі виганяли в букові ліси понад Черемош на «жир» (жолуді). За даними актів, тоді в Рибній налічувалось 100 свиней.
Здавна на Гуцульщині існував промисел на куниць. У феодальну повинність входило здавати куниці, або здавати за них чинш. Так у Рибній в 1563 році давали «по 1 куниці (20 гр.)».
В поселенні де в 1700 році налічувалось більше 60 дворів розвивалось і землеробство внаслідок чого почала виникати і майнова нерівність, де більшість родючих земель опинилась в поселенців Вартричів, які вже не допускали на «своїх» землях випасати худобу. В поселенні виникла так названа громада з 7 чоловік. Ця громада розподіляла землю, ліс, луг і займалася відповідно «урядуванням над поселенцями». Громада обиралася на великих сходинах мужів, які були в поселенні дуже розумними, були великими ґаздами. А вже в громаді вибирали одного мужа який був найрозумніший між ними.
Хто був перший обраний таким мужом в поселенні Рибне поки що відомостей немає. Але як засвідчують дані ІФОДА у 1771 році таким мужом був обраний Бадзьо Марчук. Він поділив землі, луги, ліси порівну мі поселенцями і для громади виділив землю, 1730 по 1739 роки у Рибному були землі, луги (без лісів), господарські і громадські. Громада своїми землями, лугами, користувалася вільно віддаючи населенню в користування на рік або більше за невелику оплату. Громадські землі й луги продажу не підлягали.
З розділом громадою землі почались нерівномірності у сімей поселенців. Землі стала основним знаряддям виробництва і маєтком.
У 1740 році уже налічувалось більше як 90 господарств. Рибне розкинулось на віддалі 7 км. З розвитком сільського господарства розвивалась селянська культура, побут і влада громади.

### Австрійська доба
В серпні 1772 року Рибно попадає під владу Австрії. З цього часу всі поселення відмежовувались одне від одного кордонами і межею. Виникає панщина.
Селянин, який мав півлану поля, змушений був відробити понові 4 днів в тиждень. Інші — малозабезпечені і безземельні відробляли 1-2 дні на тиждень. Маєтками села володів австрієць Кандель. 16 травня 1848 році було скасовано кріпосне право. За неповними даними в 1890 р. в селі налічувалось 95 господарств з 80 жителями.
З усіх заможніших селян виділився Гордій, пізніше його назвали Гордійчук. Він поселився в долішному куті села на невеличкому наділі землі, яку йому громада віддала в користування. З часом він хитрістю привласнив великі наділи землі і його син Прокіп уже володів третиною земельних угідь, що належали громаді. Малоземельні сім'ї віддавали в найми своїх дітей, починаючи з 7 років.

### Церква
Внаслідок збільшення поселень і жителів села громада за згодою селян вирішила побудувати за громадські і селянські кошти нову більшу церкву св. влмч. Димитрія Солунського і в 1870 р. церква була побудована біля старої каплиці на Ватричівському земельному наділі. Нині належить до Івано-Франківської єпархії УАПЦ. Настоятель митр. прот. Михайло Голомеджук. Також на Вишнівци є храм-каплиця Вознесіння Господнього.

### Освіта
На той час населення Рибного було суцільно неграмотним в той час, як в інших поселеннях — селах уже діяли однокласні школи. І тому громада на своєму вічі ухвалила побудувати невелику школу. Така школа була побудована в 1881 році. Неподалік від церкви. Це була однокласна школа, а пізніше перейшла в двох-трьох-чотирьох класну. Хто був першим вчителем даної школи не відомо. Відмо тільки те, що уже в 4-х класній школі учителем був Крутерин, а після нього Сінітович.
В школі навчали дітей арифметики, української мови і релігії.
В 1900 році в селі налічувалось 286 господарств сімей, з 630 жителями, де утримували 80 пар волів, 60 пар коней.
1890 року в селі діяв млин на 2 камені, тартак з одним гатром, шинок, кооперативна крамниця, хата-читальня, гміна. До хати-читальні, яка була в приміщенні гміни, вечорами, переважно зимою сходились селяни. Тут були твори Шевченка, Франка, Руданського, Хоткевича та інших письменників, а також газети. Грамотні читали, інші слухали.

### XX століття
В 1910 році в селі нараховувалось 310 господарств з яких найбагатшими були Городійчуки, Гарасим'юки та Попенюки — вони займали майже половину земельних угідь, решта 20 % називались середняками, а 60 відсотків — бідняки, в яких в господарстві було по пів- і менше морга землі, 10 відсотків селян було безземельними і наймитували в багачів. Такий стан змушував селян покидати рідні домівки і їхати шукати кращого життя. Тож до 1914 року з села виїхало в Канаду, Америку, Аргентину і інші країни більше 100 чоловік.
У серпні 1914 року почалась Перша світова війна. Формальною причиною її було вбивство австрійського принца Фердинанда в Сараєво. Австрія розпочала війну проти Росії, Італії та інших країн, що були в союзі з цими державами. На австрійську війну було забрано 80 чоловік зсела, з них повернулось тільки 20. В 1917 році в Росії почалась революція, що знищила царський уряд Миколи ІІ. В листопаді 1918 року в Галичині було проголошено Західну Українську Народну Республіку, яка проіснувала до травня 1919 року.
В 1919 році село зайняли війська Румунії, а серпні село, як і всю Галичину, окупувала Польща. В селі стали поселятися поляки. Основне заселення поляків проводилось в горішньому куті села — 20 сімей. Виникли нові податки.
Незважаючи на тяжкий гніт, село розвивалось. В 1920 році тут працювало більше 10 ремісників — шевці, кушнірі, ковалі, римарі, столяри, теслярі і інші.